# Pauldopia
Pauldopia é um género botânico pertencente à família Bignoniaceae.

## Espécie
Pauldopia ghorta

## Nome e referências
Pauldopia (Buch.-Ham.ex G.Don) van Steenis